# Manifestations politiques thaïlandaises de 2010

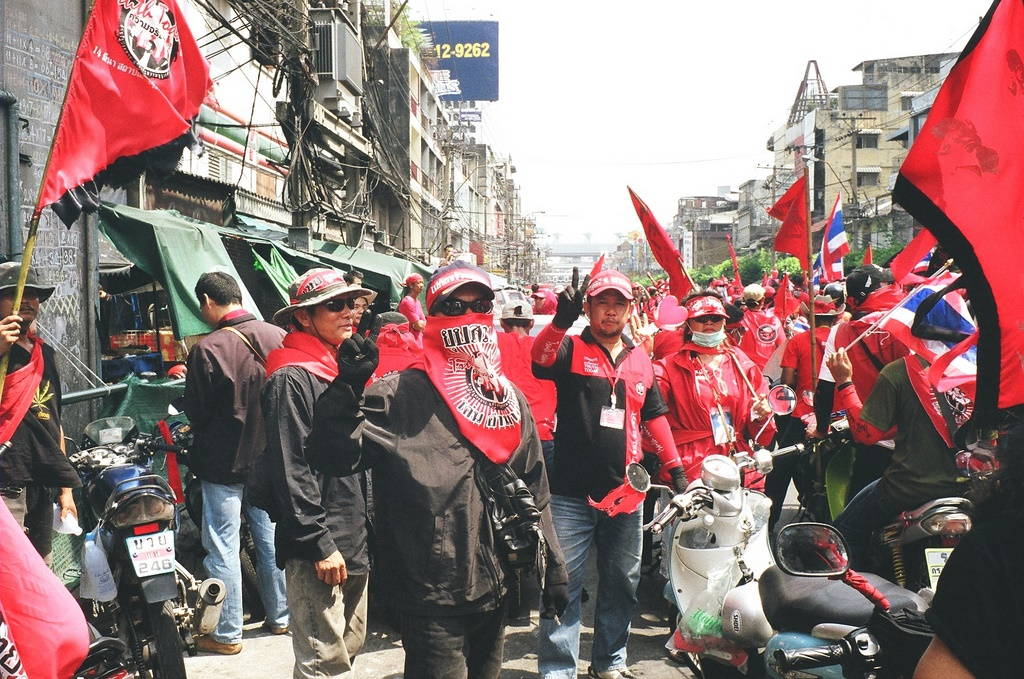
Chemises rouges de l'UDD la veille des affrontements du 10 avril.

Les manifestations politiques thaïlandaises de 2010 sont une série de manifestations et d'émeutes politique qui ont eu lieu en Thaïlande de mars à mai 2010, opposant les « chemises rouges » du Front national uni pour la démocratie et contre la dictature (UDD) au gouvernement constitué par le Parti démocrate. Ces manifestations sont le résultat direct de la crise politique récurrente qui a lieu depuis le coup d'état de 2006. Les manifestations se sont à plusieurs reprises muées en de violentes confrontations entre les chemises rouges et l'armée, faisant plus de 85 morts et 2 100 blessés.

## Cause des manifestations
La colère contre le gouvernement du premier ministre Abhisit Vejjajiva était grande tout au long de 2009, à la suite des manœuvres légales et militaires controversées qui ont mené à sa formation. Le 26 février 2010, la cour suprême rend son verdict sur les avoirs gelés de l'ancien premier ministre en exil depuis le coup d'état de 2006 Thaksin Shinawatra, dont le parti Thai rak Thai est interdit depuis 2007, et ordonne la confiscation d'un milliard d'euros. Les chemises rouges de l'UDD qui comptent de nombreux partisans de Thaksin décident l'organisation d'une manifestation à Bangkok à partir du 14 mars pour obliger le gouvernement à organiser des élections anticipées. Abhisit renforce les mesures de sécurité avant les manifestations, les médias sont censurés, les radios et télévisions qui soutiennent les manifestants sont fermées.

## Manifestations et affrontements
Les manifestations du 14 mars sont les plus grandes de l'histoire de Thaïlande et se déroulent de manière pacifique. La plupart des manifestants sont des pauvres du nord du pays mais de nombreux habitants de Bangkok protestent également. La tension monte début avril alors que les négociations s'enlisent sur la date des élections et que les manifestants construisent des barricades dans le quartier d'affaires de Bangkok, fermant le commerce et la circulation. Le 8 avril, Abhisit déclare l'état d'urgence à Bangkok. Le 10 avril les troupes gouvernementales essayent de disperser les manifestants au pont de Phan Fah, faisant 24 morts et 800 blessés.
Le 17 avril, les leaders des chemises rouges annoncent qu'ils se rendront le 15 mai, sans s'expliquer sur cette décision.
Le 22 avril une série d'attaques au lance grenade M79 font un mort et 86 blessés. Les militaires accusent les Chemises rouges qui démentent. Une proposition de l'UDD de tenir des élections dans les trois mois est rejeté par Abhisit sur la télé nationale. Le 28 avril, un autre affrontement entre les militaires et les manifestants fait un mort et 16 blessés.
Le 3 mai, Abhisit annonce une feuille de route qui inclut des élections le 14 novembre. Elle est d'abord acceptée par les dirigeants des manifestants, puis annulée quand Abhisit refuse de dissoudre immédiatement le Parlement et de poursuive Suthep qui a ordonné la fusillade. Cette tactique d'Abhisit avait comme principal objectif de démobiliser les opposants et de gagner du temps.[réf. souhaitée]

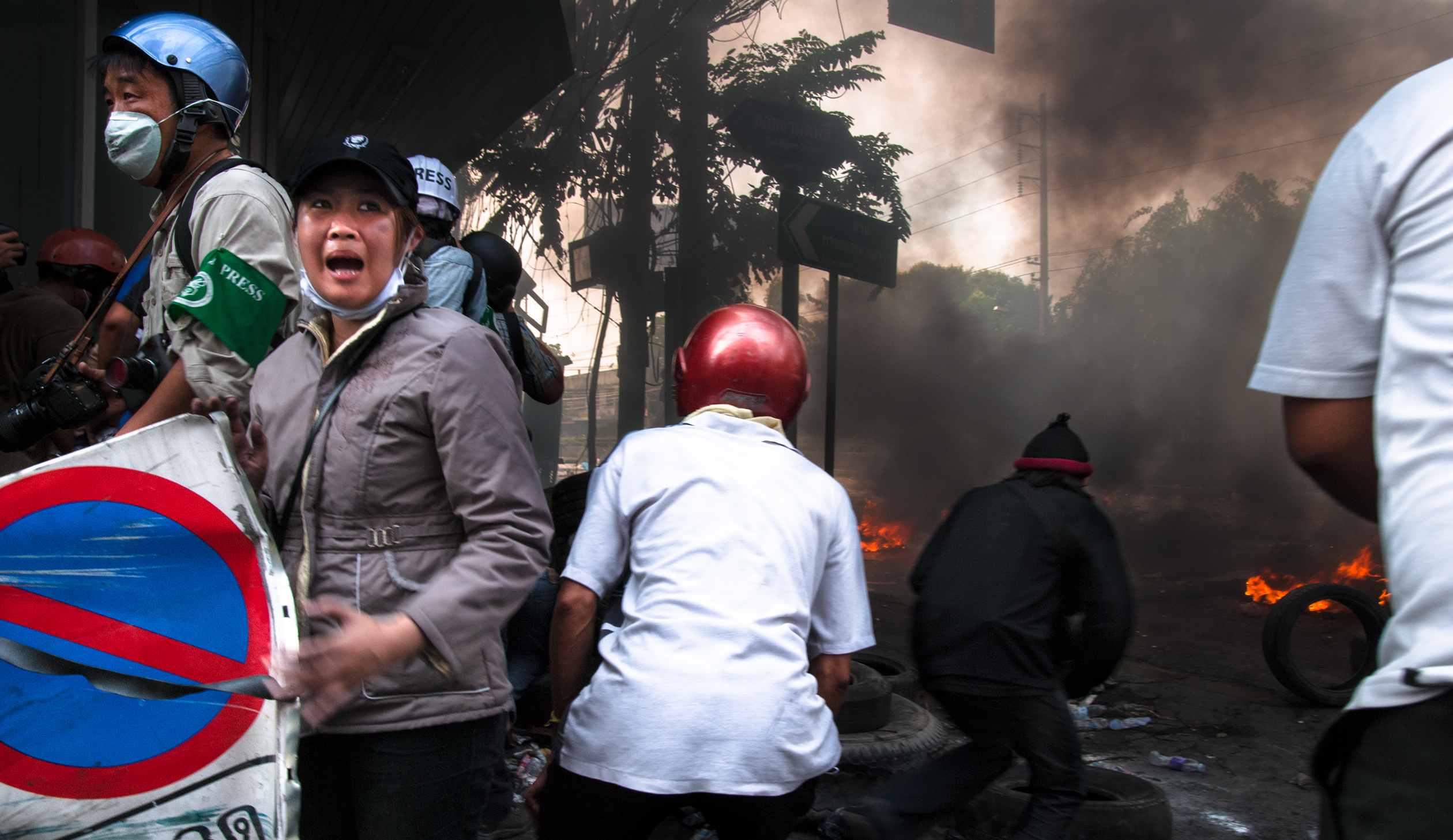
Des secouristes essayent d'atteindre deux hommes blessés sous les tirs de l'armée, Bangkok, 15 mai 2010.

Courant mai, la tension monte quand l'armée, dont des véhicules blindés et des tireurs d'élite, encercle la zone occupée par les manifestants. L'état d'urgence est étendu à 17 provinces le 13 mai et l'armée déclare la zone de manifestation zone de tir à balle réelles. Le personnel médical est interdit d'accès à la zone,. 
Le soir du 13 mai, Khattiya Sawasdiphol, un conseiller de la sécurité auprès des manifestants et général de l'armée est abattu d'une balle dans la tête par un sniper alors qu'il donne une interview au New York Times ; il meurt quelques jours plus tard. Le tir est suivi d'une offensive militaire d'envergure qui dure plusieurs jours et fait 41 morts civils, dont un journaliste, et plus de 250 blessés au matin du 18. Un militaire meurt victime d'un tir ami. Le gouvernement dénie être responsable de l'assassinat du général Khattiya et déclare que tous les civils tués sont soit des terroristes, soit des civils tués par des terroristes dont certains déguisés en militaires. De leur côté, les chemises rouges appellent à « se battre à mains nues contre des blindés et des armes automatiques » et même à utiliser les téléphones portables pour appeler du renfort.

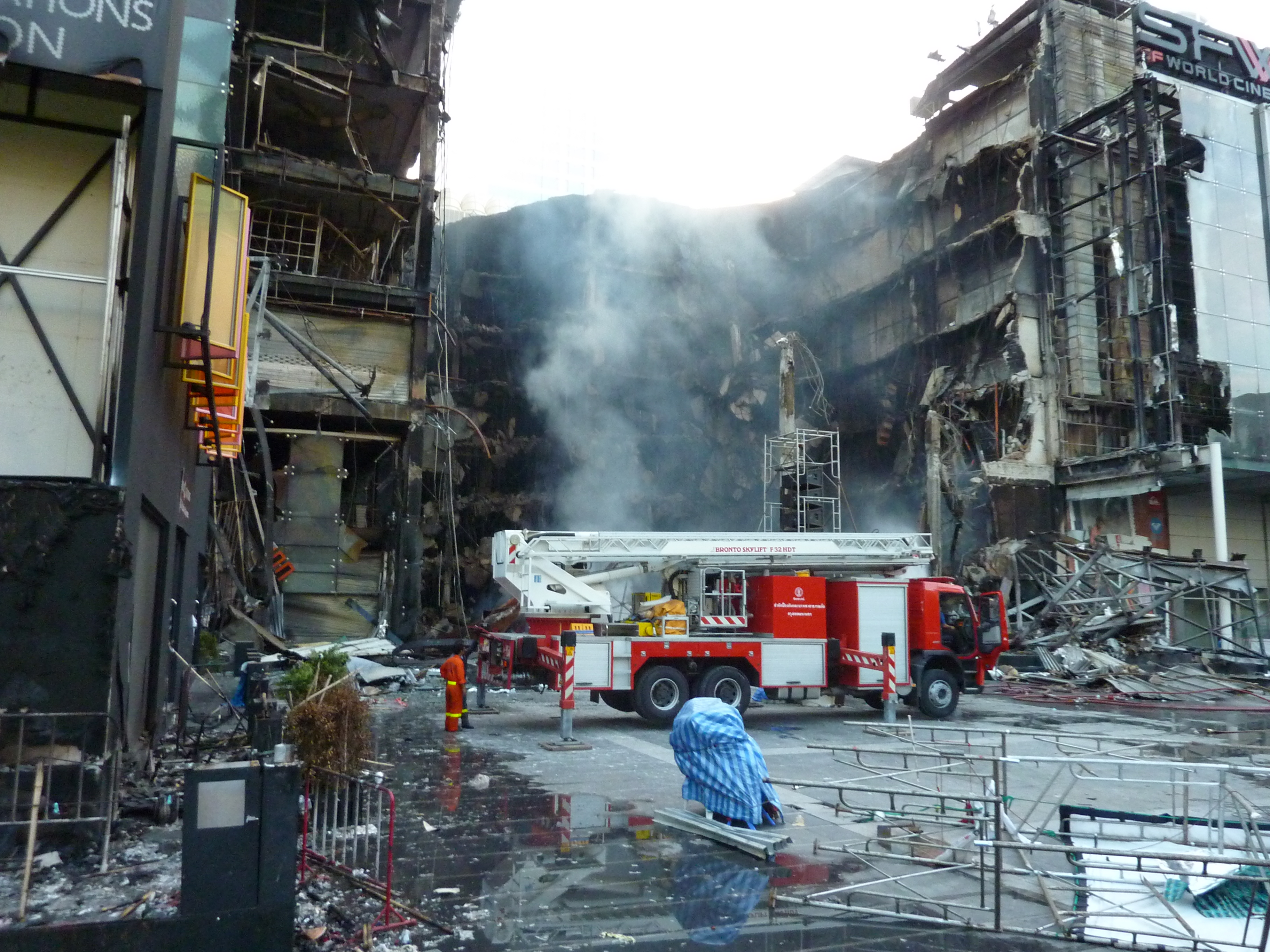
Le centre commercial Central World le 20 mai.

Le 16 mai les dirigeants de la manifestation disent qu'ils sont prêts à des négociations dès que l'armée se retirerait, mais le gouvernement leur répond qu'aucune condition ne peut être exigée tant qu'ils sont derrière leurs barricades. Une demande de cessez-le-feu et de médiation du sénat est rejetée par le gouvernement. L'assaut final est donné le 19 mai par l'armée, appuyée par des véhicules blindés. Il y a des témoignages de soldats tirant sur des équipes médicales tentant de venir au secours de victimes. Les dirigeants des chemises rouges se rendent à la police et demandent aux manifestants d'abandonner. Les combats continuent cependant dans de nombreuses parties de la ville, des manifestants refusant toute reddition incendiant la bourse de Bangkok, la station de la télévision officielle, le centre commercial Central World et des banques, et des douzaines d'émeutes ont lieu dans toute la Thaïlande. Les militaires déclarent le couvre-feu. Les troupes sont autorisés à ouvrir le feu sur tout individu pillant, incendiant, ou incitant aux troubles.

## Réactions internationales
Le 14 mai, le secrétaire général des Nations unies Ban Ki-moon encourage les belligérants à un retour au dialogue. Le 17, Amnesty International demande aux militaires d'arrêter l'usage de balles réelles dans les zones de manifestation.